# Isabelle de Craon
Isabelle de Craon, dame de Fougères (ap. 1223-ap. 1271), est une aristocrate française, fille d'Amaury Ier de Craon, un riche baron qui possédait de nombreuses seigneuries en Anjou et dans le Maine et de Jeanne des Roches. Elle est l'épouse de Raoul III de Fougères, avec qui elle a une fille, Jeanne de Fougères, qui devient l'héritière de la seigneurie de son père. Elle hérite de l'importante charge de sénéchal d'Anjou.

## Biographie

### Famille
Isabelle est la plus jeune fille d'Amaury Ier de Craon et de Jeanne des Roches.  Elle a un frère cadet, Maurice IV de Craon (1213-1250), qui épouse Isabelle de Lusignan,  demi-sœur du roi Henri III d'Angleterre avec qui il a cinq enfants. Elle a une sœur, Jeanne, fiancée à Arthur de Bretagne, âgé de trois ans, en 1223. Arthur meurt la même année, et on ne sait rien de plus sur Jeanne.
Les grands-parents paternels d'Isabelle sont Maurice II de Craon et Isabelle de Meulan. Ses grands-parents maternels sont Guillaume des Roches, sénéchal d'Anjou et Marguerite de Sablé. Son père meurt en 1226, alors qu'elle n'a que quatorze ans.

#### Anthroponyme
Elle porte le prénom de sa grand-mère paternelle, Isabelle de Meulan (v.1148-10 mai 1220).

## Mariages et descendance

### RaoulIIIde Fougères
Quelque temps avant 1230, Isabelle épouse Raoul III de Fougères, fils de Geoffroy de Fougères et de Mathilde de Porhoët.  Le mariage est documenté par une charte datée de février 1233. Le château de Fougères en Bretagne devient leur résidence principale.
Raoul et Isabelle ont deux enfants :
- Jean de Fougères (mort-né le 6 décembre 1230) ;
- Jeanne de Fougères, dame de Fougères et comtesse d'Angoulême (1242-1276), épouse le 29 janvier 1254 Hugues XII de Lusignan, comte de La Marche et d'Angoulême [2] avec qui elle a six enfants.

Son mari Raoul décède le 24 février 1256 et sa seigneurie de Fougères est héritée par leur unique enfant survivante, Jeanne qui porte par la suite le titre de dame de Fougères.

### Charles de Bourdegat
Veuve, Isabelle épouse Charles de Bourdegat et fait valoir ses droits de douaire sur le Porhoët. Sans postérité connue.

## Sources et bibliographie
- Julien Bachelier, « Une histoire en Marche : Fougères et la Normandie au Moyen Âge (début XIe - milieu du XIVe siècle) », Revue de l’Avranchin et du Pays de Granville, vol. 88, janvier 2011, p. 423-529. [lire en ligne]
- Julien Bachelier, « Le château médiéval de Fougères. Un siècle de recherches », Cent ans d'histoire et d'archéologie en pays de Fougères, Actes du Colloque du Centenaire de la Société d’Histoire et d’Archéologie du Pays de Fougères (14 septembre 2013), Société d'histoire et d'archéologie du pays de Fougères, t. LI-bis, 2014, p. 9-54. [lire en ligne]
- Frédéric Morvan, « Les seigneurs de Fougères du milieu du XIIe au milieu du XIVe siècle» », Bulletin et Mémoires de la société d'histoire et d'archéologie du Pays de Fougères, t. XLI, 2003, p. 1-40. [lire en ligne] [lire en ligne]

- Frederic Morvan, La Chevalerie bretonne et la formation de l'armee ducale, 1260-1341, Presses Universitaires de Rennes, 2009